# Wyższe Międzydiecezjalne Seminarium Duchowne w Opolu
Wyższe Międzydiecezjalne Seminarium Duchowne w Opolu – seminarium katolickie kształcące kleryków z diecezji opolskiej i gliwickiej. Stanowi sekcję Wydziału Teologicznego Uniwersytetu Opolskiego.

## Historia
Erygowane 15 sierpnia 1949 jako Wyższe Seminarium Duchowne Śląska Opolskiego w Opolu dekretem administratora apostolskiego ks. dr. Bolesława Kominka. W 1952 Wyższe Seminarium Duchowne przejęło budynek dawnego Domu Księży Emerytów w Nysie przy ulicy Bramy Grodkowskiej, w którym od 1948 r. mieściło się Niższe Seminarium Duchowne. W 1997 r., po 47 latach, Seminarium zakończyło swoje funkcjonowanie w Nysie. Biskup Opolski Alfons Nossol dekretem z dnia 15 sierpnia 1997 r. przeniósł Wyższe Seminarium Duchowne w Nysie do Opola, do nowego gmachu przy ulicy Wojciecha Drzymały.

## Rektorzy
Rektorzy Wyższego Seminarium Duchownego od 1949 roku:
| 1.  | ks. Jan Tomaszewski    | 1949-1958 |
| 2.  | ks. Kazimierz Gaworski | 1958-1971 |
| 3.  | ks. Kazimierz Borcz    | 1971-1973 |
| 4.  | ks. Piotr Ziaja        | 1973-1977 |
| 5.  | ks. Alojzy Marcol      | 1977-1983 |
| 6.  | ks. Kazimierz Dola     | 1983-1994 |
| 7.  | ks. Joachim Waloszek   | 1994–2010 |
| 8.  | ks. Grzegorz Kadzioch  | 2010-2015 |
| 9.  | ks. Grzegorz Kublin    | 2015-2016 |
| 10. | ks. Andrzej Anderwald  | 2016-2022 |

11. ks. Wojciech Maciążek          2022-